# Дханкута
Дханкута (неп. धनकुटा) — селище в однойменному районі Непалу.

## Географія
Поселення знаходиться на сході країні у передгір'ях Гімалаїв.

### Клімат
Селище знаходиться у зоні, котра характеризується вологим субтропічним кліматом. Найтепліший місяць — червень із середньою температурою 24.7 °C (76.5 °F). Найхолодніший місяць — січень, із середньою температурою 12.5 °С (54.5 °F).
| Клімат Дханкути         | Клімат Дханкути | Клімат Дханкути | Клімат Дханкути | Клімат Дханкути | Клімат Дханкути | Клімат Дханкути | Клімат Дханкути | Клімат Дханкути | Клімат Дханкути | Клімат Дханкути | Клімат Дханкути | Клімат Дханкути | Клімат Дханкути |
| Показник                | Січ.            | Лют.            | Бер.            | Квіт.           | Трав.           | Черв.           | Лип.            | Серп.           | Вер.            | Жовт.           | Лист.           | Груд.           | Рік             |
| Середня температура, °C | 12,5            | 14,2            | 18,6            | 22,1            | 23,6            | 24,7            | 24,5            | 24,7            | 24              | 22,2            | 18              | 14,2            | 20,3            |
| Норма опадів, мм        | 11.4            | 17.5            | 27.3            | 67.9            | 149.7           | 311.6           | 495.4           | 329.8           | 294.4           | 82.2            | 11.3            | 11              | 1809.5          |
| Днів з опадами          | 0,9             | 1               | 1,7             | 3,6             | 6,7             | 11,7            | 16,5            | 13,2            | 9,4             | 2,8             | 0,5             | 0,3             | 68,3            |
| Вологість повітря, %    | 75.9            | 72.7            | 60.3            | 64.8            | 73.7            | 81.1            | 85.7            | 86.1            | 85.4            | 81.1            | 75.1            | 74.4            | 76.4            |
| ----------------------- | --------------- | --------------- | --------------- | --------------- | --------------- | --------------- | --------------- | --------------- | --------------- | --------------- | --------------- | --------------- | --------------- |
| Джерело: Weatherbase    |                 |                 |                 |                 |                 |                 |                 |                 |                 |                 |                 |                 |                 |